# Daniel Edah
Daniel Edah est un homme politique béninois. Il a été candidat à la présidentielle de 2016 et de 2021 au Bénin,,,. Il est le Président et le candidat du Mouvement pour la prospérité solidaire,,.

## Biographie
Daniel Edah est né le 2 octobre 1972 à Gohomey, au Bénin,. Il a une maîtrise en sociologie-anthropologie et  un master en management de projets. Il possède un certificat en droits économiques, sociaux et culturels.Il a été fonctionnaire international à l’organisation internationale de la francophonie et commissaire de la cedeao,,,,.
Pendant les élections présidentielles de 2016 et de 2021 au Bénin,  il a été candidat du mouvement pour la prospérité solidaire  ,,. En 2025, il annonce officiellement sa candidature à l’élection présidentielle,.